# Белла Морети
Белла Морети (на английски: Bella Moretti) е артистичен псевдоним на американската порнографска актриса Ариел Милес (Arielle Myles).

## Биография
Ариел Милес е родена на 12 март 1989 година в Лас Вегас, Невада. Дебютира като актриса в порнографската индустрия през 2008 година, на 19-годишна възраст.